# Welcome to the Dollhouse (filme)
Welcome to the Dollhouse (Bem-Vindo à Casa de BonecasBR) é um filme americano realizado por Todd Solondz que foi lançado em 1995.

## Sinopse
A história gira em torno de Dawn Weiner (Heather Matarazzo).Vítima de bullyng, é constantemente perseguida na escola. Ela deseja ser popular, mas a adaptação ao ginasio se torna cada vez mais difícil. No decorrer na história ela se envolve com o garoto problemático, Brandon McCarthy, que apesar das provocações levadas, Dawn percebe que tem traços em comum com ele.

## Elenco
- Heather Matarazzo (Dawn Wiener)
- Matthew Faber (Mark Wiener)
- Daria Kalinina (Missy Wiener)
- Brendan Sexton III (Brandon McCarthy)
- Eric Mabius (Steve Rodgers)
- Rica Martens (Sra. Grissom)
- Dimitri DeFresco (Ralphy)
- Stacey Moseley (Mary Ellen Moriarthy)
- Herbie Duarte (Lance)
- Telly Pontidis (Jed)
- Christina Brucato (Cookie)
- Victoria Davis (Lolita)